# روبرت الأول. مكارثي
روبرت الأول. مكارثي هو سياسي أمريكي، ولد في 6 ديسمبر 1920 في سان فرانسيسكو في الولايات المتحدة، وتوفي في 29 نوفمبر 2007. نشط حزبياً في الحزب الديمقراطي.